# Coupe du Maroc de football 1982-1983
 (avril 2024).
Si vous disposez d'ouvrages ou d'articles de référence ou si vous connaissez des sites web de qualité traitant du thème abordé ici, merci de compléter l'article en donnant les références utiles à sa vérifiabilité et en les liant à la section « Notes et références ».
Navigation
Édition précédente Édition suivante
La saison 1982-1983 de la Coupe du Trône est la vingt-septième édition de la compétition. 
L'Olympique de Casablanca remporte la coupe au détriment du Raja Club Athletic après un match nul de 1-1 puis d'une séance de tirs au but (5-4) au cours d'une finale jouée dans le stade Mohamed V à Casablanca. 
L'Olympique de Casablanca remporte ainsi cette compétition pour la toute première fois de son histoire.

## Déroulement

### Huitièmes de finale
| Équipe 1                     | Équipe 2              | Résultat |
| Olympique de Casablanca      | Tihad Gharbaoui       | 3 - 1    |
| Stade Marocain               | Raja Club Athletic    | 0 - 2    |
| Renaissance de Berkane       | Wydad Athletic Club   | 1 - 0    |
| Raja d'Agadir                | Union de Sidi Kacem   | 1 - 4    |
| TAS de Casablanca            | ASFA                  | 1 - 3    |
| Kifah Sidi Yahia Gharb       | Maghreb de Fès        | 1 - 2    |
| Difaâ Aïn Sebaâ              | CODM Meknès           | 0 - 2    |
| Ittihad Riadi Fkih Ben Salah | Kénitra Athlétic Club | 2 - 3    |

### Quarts de finale
| Équipe 1                | Équipe 2              | Résultat |
| ASFA                    | Maghreb de Fès        | 1 - 0    |
| Olympique de Casablanca | Union de Sidi Kacem   | 3 - 1    |
| Renaissance de Berkane  | CODM Meknès           | 0 - 2    |
| Raja Club Athletic      | Kénitra Athlétic Club | 1 - 0    |

### Demi-finales
| Équipe 1                | Équipe 2    | Résultat |
| Olympique de Casablanca | CODM Meknès | 2 - 1    |
| Raja Club Athletic      | ASFA        | 1 - 0    |

### Finale
La finale oppose les vainqueurs des demi-finales, l'Olympique de Casablanca face au Raja Club Athletic, le 21 août 1983 au Stade Mohamed V à Casablanca.
| Coupe du Trône : Finale 1983 | Olympique de Casablanca | 1 - 1 | Raja Club Athletic | Stade Mohamed V, Casablanca |                           |
| 21 août 1983                 | Lahcen Nahdi 61e        |       | 80e Abdelhak Fethi | Arbitrage : H'mida Taouil   | Arbitrage : H'mida Taouil |
| 21 août 1983                 |                         |       |                    | Arbitrage : H'mida Taouil   | Arbitrage : H'mida Taouil |
| 21 août 1983                 | Tirs au but 5 - 4       |       |                    | Arbitrage : H'mida Taouil   | Arbitrage : H'mida Taouil |